# 済州大学校

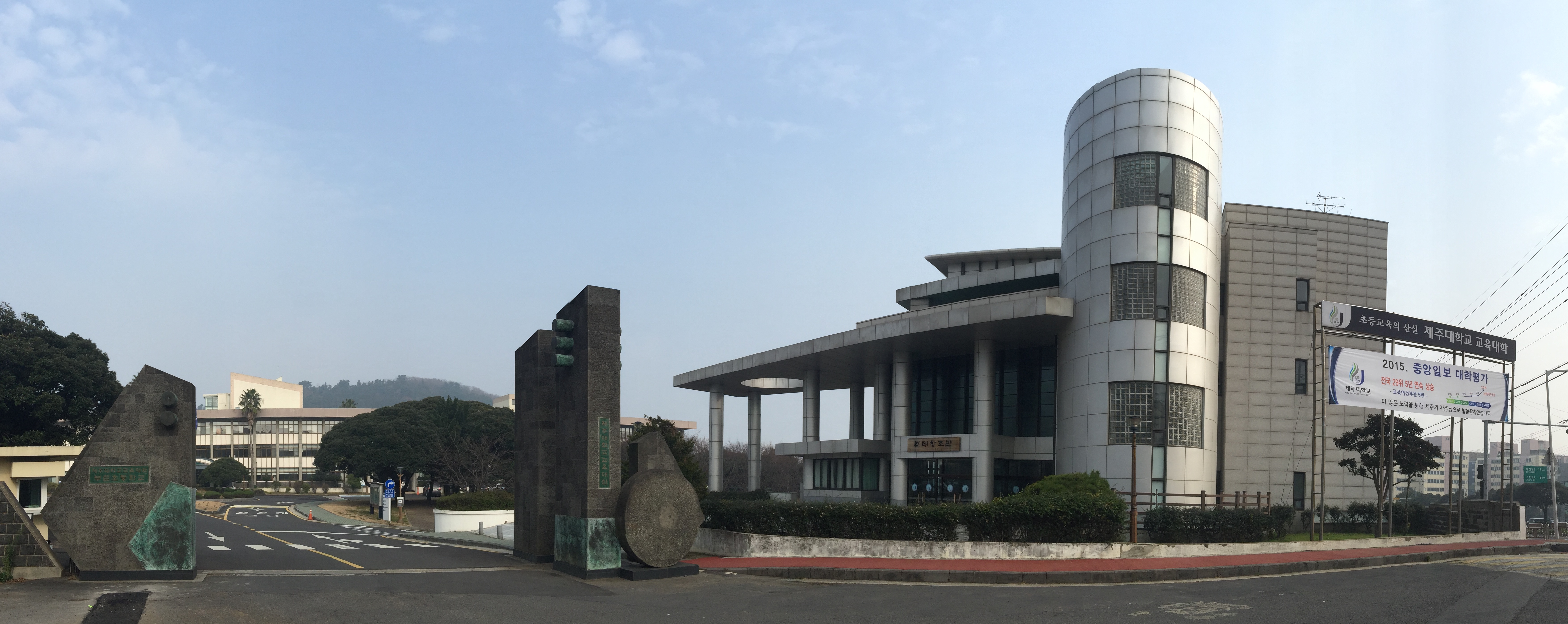
沙羅キャンパス

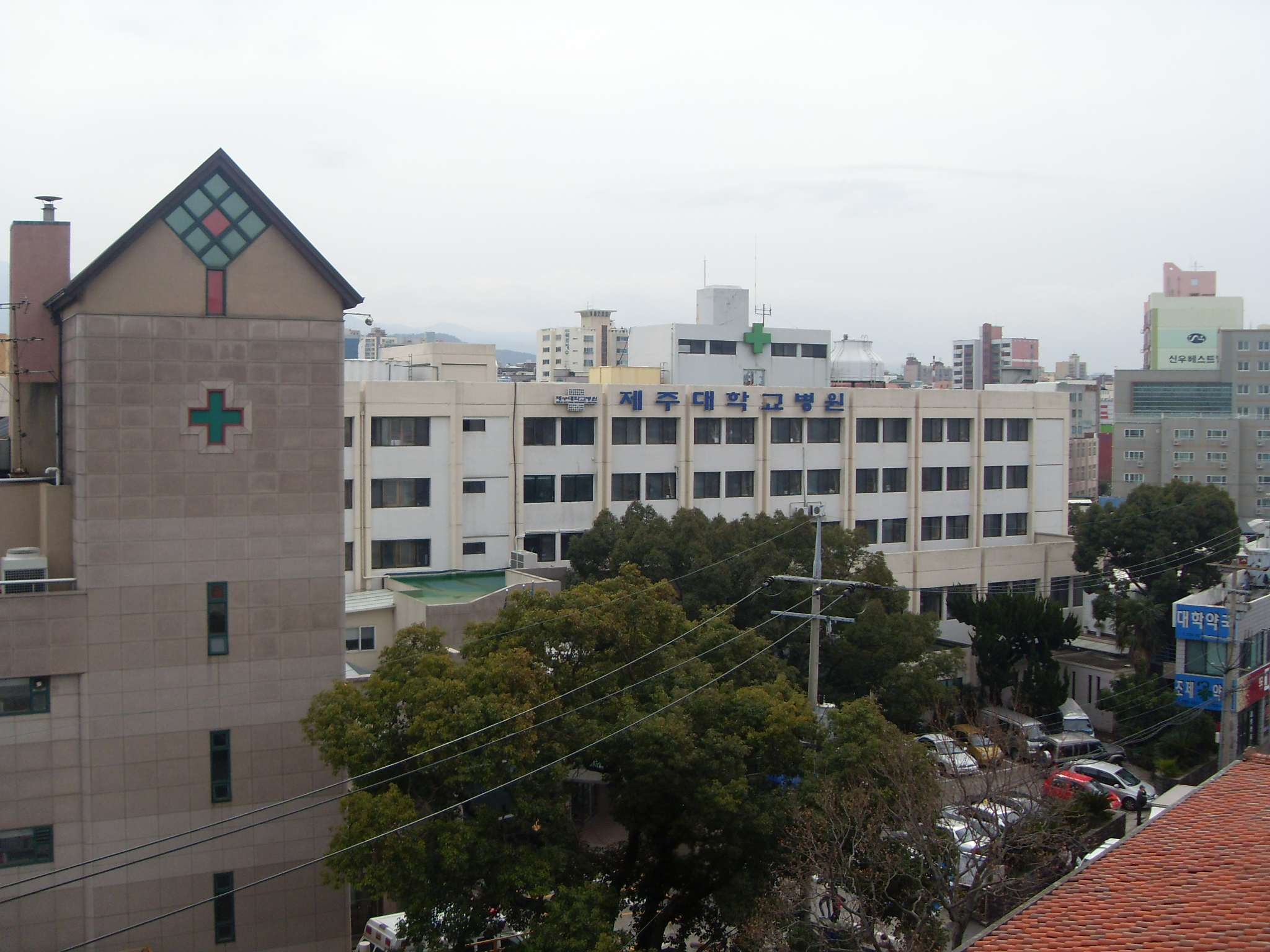
済州大学校病院

済州大学校（チェジュだいがっこう、朝鮮語: 제주대학교、英語: Jeju National University）は、大韓民国の済州特別自治道済州市にある国立大学。

## 沿革
- 1952年5月 - 済州道立の済州初級大学として開学 （学科： 国文・英文・法・畜産）[1]。
- 1955年4月 - 4年制の済州大学に改編。
- 1962年3月 - 国立大学となる。
- 1978年10月 - 一般大学院・教育大学院の設置認可。
- 1980年2月 - 現・我羅 （アラ） キャンパスへの統合移転完了。
- 1982年5月 - 旧教育法により総合大学に昇格 （5大学39学科）、済州大学校となる。
- 2008年5月 - 済州教育大学校を統合。済州大学校の沙羅キャンパスとし、教育大学を設置。

## 設置大学
我羅キャンパス
- 人文大学
- 法政大学
- 経商大学
- 師範大学
- 生命資源科学大学
- 海洋科学大学
- 自然科学大学
- 工科大学
- 医科大学
- 獣医科大学
- 芸術学部
- 看護大学

沙羅キャンパス
- 教育大学

## 大学院
- 一般大学院
- 教育大学院
- 経営大学院
- 行政大学院
- 産業大学院
- 社会教育大学院
- 専門大学院
  - 通訳大学院
  - 医学専門大学院
  - 法科専門大学院